# 가톨릭 가고시마 교구
가톨릭 가고시마 교구(일본어: カトリック鹿児島教区, 라틴어: Dioecesis Kagoshimaensis)는 로마 가톨릭 교회의 나가사키 관구에 속한 교구이다.

## 연혁
- 1927년 3월 18일, 가고시마현과 오키나와현이 나가사키 교구에서 분리되어 가고시마 지목구로 설정되어, 캐나다의 프란치스코회에 위탁되었다. 초대 지목구장에는 에지데 마리에 로이 몬시뇰이 임명되었다
- 1936년, 에지데 마리에 로이 몬시뇰이 지목구장을 사임, 후임에 야마구치 아이지로 신부가 임명되어 다음 해부터는 나가사키 교구장도 겸임했다.
- 1940년, 이데구치 이치타로 신부가 지목구장에 임명되었다.
- 1946년, 류큐 열도가 미국의 점령지가 되어, 미국의 카푸친작은형제회에 이양되었다. 그 후, 류큐 열도 중 요론섬 이북에 있는 섬들의 반환으로 다시 가고시마 지목구로 편입되었다.
- 1955년 2월 25일, 가고시마 지목구는 교구로 승격, 초대 주교에 사토와키 아사지로 신부가 임명되었다.
- 1955년 5월 3일, 사토와키 아사지로 신부가 주교에게 서품되었다.
- 1968년 12월 19일, 사토와키 주교는 나가사키 대교구장에 임명되어 전출되었다
- 1969년 11월 15일, 이토나가 신이치 신부가 교구장에 임명되었다.
- 1970년 1월 18일, 이토나가 신이치 신부가 주교에게 서품되고 교구장에 취임했다.
- 1970년 12월 3일, 호리야마 켄지로 신부가 교구장에 임명되었다
- 2006년 1월 29일, 호리야마 켄지로 신부가 주교로 서품되어 교구장에 착좌하였다.

## 관할 구역
가고시마현(鹿児島県)

## 역대 지목구장
1. 에지데 마리에 로이 몬시뇰 (1929.05.11 – 1936)
2. 야마구치 아이치로(바오로) 주교 (1937-1940, 지목구장 서리)
3. 이데구치 이치타로(프란치스코 하비에르) 신부 (1940.06.10 – 1955)

## 역대 교구장
1. 사토와키 아사지로(요셉) 주교 (1955.02.25 – 1968.12.19)
2. 이토나가 시니치(바오로) 주교 (1969.11.15 – 2005.12.03)
3. 호리야마 겐지로(바오로) 주교 (2005.12.03 ~2018.07.17)
4. 히로아끼 나가노(프란시스코 하비에르) 주교 (2018.07.07~)